# Comuna Kernu
Kernu (în germană Kirna)  este o comună (vald) din Comitatul Harju, Estonia. Comuna are în componența sa 17 sate. Reședința comunei este satul Haiba. Localitatea a fost locuită de germanii baltici.

## Localități (Sate)
- Haiba
- Hingu
- Kaasiku
- Kabila
- Kernu
- Kibuna
- Kirikla
- Kohatu
- Kustja
- Laitse
- Metsanurga
- Mõnuste
- Muusika
- Pohla
- Ruila (în germană Ruil; localitatea a fost locuită de germanii baltici)
- Vansi
- Allika